# موكنة (الحيمة الداخلية)

تعديل مصدري - تعديل

موكنة هي إحدى قرى عزلة بني عمرو بمديرية الحيمة الداخلية التابعة لمحافظة صنعاء، بلغ تعداد سكانها 316 نسمة حسب تعداد اليمن لعام 2004.